# ماليوك فاسيل فاسيلوفيج
ماليوك فاسيل فاسيلوفيج (بالأوكرانية: Василь Васильович Малюк) (28 فبراير، 1983) ضابط عسكري أوكراني ، برتبة لواء (جنرال)، رئيس جهاز الأمن الأوكراني، منذ 18 يوليو 2022 إلى 7 فبراير 2023 ، عضو في مجلس الأمن القومي والدفاع الأوكراني (منذ 4 أغسطس 2022)، كان عضوًا في هيئة أركان القائد الأعلى للقوات المسلحة منذ 16 أغسطس 2022 ، كما النائب الأول لرئيس جهاز الأمن في أوكرانيا.